# موريس كينغ (كرة سلة)
موريس كينغ (بالإنجليزية: Maurice King)‏ مواليد 01 ديسمبر 1934 في كانساس سيتي - الوفاة 17 سبتمبر 2007، كان لاعب كرة سلة أمريكي. بدأ مسيرته الاحترافية في سنة 1959. تم اختياره من قبل فريق بوسطن سيلتكس خلال الدرافت. بلغ طوله 6 قدم 2 بوصة (1.9 م). اعتزل اللعب في 1963. لعب مع بوسطن سيلتكس وواشنطن ويزاردز.

## روابط خارجية
- موريس كينغ على موقع إن بي أي (الإنجليزية)
- موريس كينغ على موقع سبورتس رفرنس (الإنجليزية)
- موريس كينغ على موقع كلية كرة السلة في سبورتس رفرنس.كوم (الإنجليزية)
- موريس كينغ على موقع ريلجم (الإنجليزية)